# Messerschmitt Me 264
Messerschmitt Me 264 (znany też jako Amerika Bomber) – prototyp czterosilnikowego niemieckiego bombowca strategicznego dalekiego zasięgu (transatlantycki), opracowany przez koncern Messerschmitta. Nie wszedł do produkcji seryjnej.

## Historia
Planiści III Rzeszy w 1940 r. stwierdzili, że Luftwaffe nie dysponuje samolotami bombowymi umożliwiającymi prowadzenie nalotów na tereny USA. Hermann Göring zlecił rozpoczęcie prac konstrukcyjnych nad taką maszyną. Wstępne projekty jakie zostały zgłoszone to: Focke-Wulf Ta 400, Junkers Ju 390 oraz Messerschmitt Me 264. Projekt Focke-Wulfa został odrzucony na etapie wstępnym, do dalszych prac skierowano projekty Junkersa i Messerschmitta. Zakłady Messerschmitta miały wcześniejsze doświadczenia w opracowywaniu konstrukcji zdolnych do długotrwałych lotów. Ich konstrukcja, Messerschmitt Me 261, została zaprojektowana z myślą o locie z Berlina do Tokio i miała służyć do przewiezienia ognia znicza olimpijskiego. Równolegle rozwijano inną koncepcję samolotu dalekiego zasięgu noszącą oznaczenie Projekt P.1061, jednakże z uwagi na pilne zapotrzebowanie na rozwój konstrukcji myśliwców Bf 109 i Bf 110 projekt ten nie był kontynuowany.

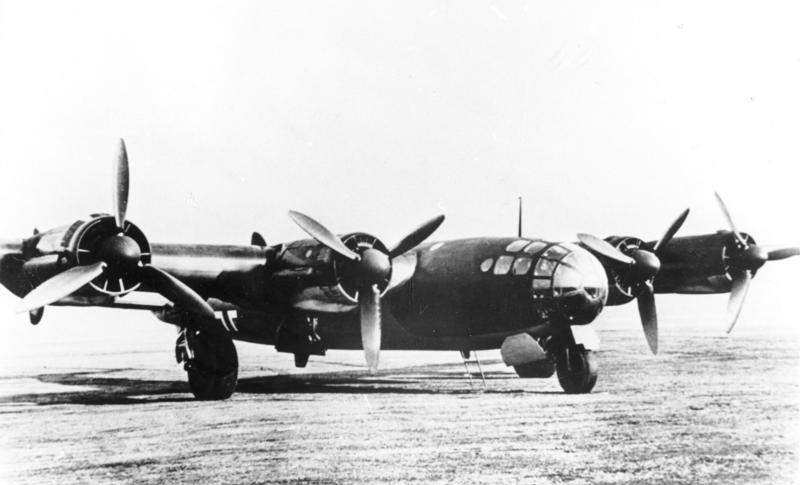
Messerschmitt Me 264V1

Willy Messerschmitt 20 grudnia 1940 r. przedstawił projekt samolotu Me 264 w dużej mierze oparty na założeniach opracowanych w ramach realizacji Projektu P.1061. Za realizację projektu odpowiadał zespół złożony z inżynierów: Wolfgang Degel, Paul Konrad, Karl Seifert i Woldemar Voigt.
Pierwotnie do napędu nowej konstrukcji przewidziano silniki DB 603, następnie z powodu ich niedostępności zdecydowano się na wykorzystanie silników Jumo 211. Przyłączenie się USA do działań wojennych spowodowało pojawienie się pomysłów na wyposażenie Me 264 w uzbrojenie umożliwiające atakowanie konwojów na Atlantyku oraz naprowadzanie na nie operujących w pobliżu U-Bootów. Pojawiły się również koncepcje wykorzystania nowego bombowca do atakowania przemysłu w odległych rejonach ZSRR, zwłaszcza zakładów petrochemicznych, hut, zakładów zbrojeniowych zlokalizowanych w takich miastach jak Baku, Irkuck, Kazań, Nowosybirsk czy Orsk. Ponadto rozważano możliwość wykorzystania Me 264 w roli samolotu transportowego do przewozu surowców strategicznych z Japonii.
Montaż pierwszego prototypu ruszył na początku 1941 r. w zakładach Messerschmitta w Neu Offing w pobliżu Ulm. Pierwotna koncepcja przewidywała zbudowanie samolotu pozbawionego uzbrojenia obronnego, ale o parametrach lotu przewyższających osiągi myśliwców. Samolot został wyposażony w powiększone zbiorniki paliwa umożliwiające mu dalekie loty. Nie posiadał hermetyzowanej kabiny załogi a silniki Jumo 211-J nie były wyposażone w sprężarki. Na Messerschmitta wywierano presję aby dostarczył Luftwaffe nowy bombowiec w jak najszybszym czasie. Ukończenie budowy pierwszego prototypu planowano na 10 października 1942 r., jednakże powodu z braku dostaw podzespołów termin ten przeciągnął się do końca roku.
Prototyp, o znakach taktycznych RE + EN i numerze zakładowym W.Nr. 26400001, został oblatany przez pilotów doświadczalnych Karla Baura i Fritza Wendela 23 grudnia 1942. Samolot latał poprawnie, jednak jego osiągi były poniżej oczekiwań, dlatego też planowano zbudowanie wersji sześciosilnikowej oznaczonej jako Me 264B (opracowywano go jako Projekt P.1075). Ponadto piloci doświadczalni informowali o problemach związanych ze sterowaniem – samolot miał źle wyważone stery, przez co wymagał dużych sił na wolancie. Komfort lotu obniżały również spaliny, przedostające się do kabiny załogi. Kolejne loty wykazały problemy z podwoziem oraz z silnikami. 23 marca 1943 r., w 17. locie prototypu, doszło do złamania goleni podwozia oraz uszkodzenia maszyny. Przeprowadzono kompleksową naprawę, obejmującą również wymianę poszycia skrzydeł, sprzętu radiowego oraz przekonstruowanie części ogonowej.
Prace nad prototypami V2 i V3 kontynuowano w układzie czterosilnikowym, zakładano ich dalsze wykorzystanie jako samolotów dalekiego zwiadu morskiego. Me 264V2 został wyposażony w silniki BMW 801D w układzie podwójnej gwiazdy z instalacją wtrysku podtlenku azotu i został ukończony jesienią 1943 r. Nie został oblatany, zniszczyły go alianckie bomby na ziemi. W Me 264V3 wprowadzono dodatkowe zmiany konstrukcyjne – samolot otrzymał zmienione końcówki skrzydeł oraz uzbrojenie obronne. Dodatkowo przewidywano zamontowanie pod skrzydłami dwóch silników odrzutowych BMW 003 o ciągu 7,54 kN każdy. V3 miał być wzorcem do produkcji seryjnej wersji Me 264A, jednak jego budowa nie została ukończona.
Trudna sytuacja gospodarcza III Rzeszy spowodowała przerwanie programu rozwoju projektu. Kontynuowano badania nad Me 264V1, który miał być wyposażony w lotniczą turbinę parową firmy Osermaschinen GmbH. Miała generować moc 4410 kW (6000 KM) i napędzać dwa wolnoobrotowe śmigła o średnicy 5,33 m lub dwa śmigła szybkoobrotowe o średnicy 2 m. Turbina miała być zasilana mieszanką sproszkowanego węgla (65%) i benzyny lotniczej (35%). Prace został przerwane po zniszczeniu prototypu 18 lipca w wyniku bombardowania. Niemiecka armia uznała Me 264 za samolot posiadający istotne ograniczenia, które uniemożliwiały jego wykorzystanie bojowe. Wskazywano na jego relatywnie niską prędkość maksymalną oraz nikłe uzbrojenie obronne. Ponadto zakłady Messerschmitta nie miały możliwości podjęcia jego produkcji zapewniającej dostawę wielu egzemplarzy tej maszyny. 23 września 1944 r. kwatera główna Führera wydała polecenie wstrzymania prac nad Me 264.

## Konstrukcja
Czterosilnikowy samolot bombowy w układzie górnopłata o konstrukcji metalowej.

Silnik BMW 801 eksponowany w MLP w Krakowie

Kadłub o konstrukcji półskorupowej opartej na układzie wręg i podłużnic oraz przekroju kołowym. Składał się z czterech sekcji. W sekcji przedniej mieściła się kabina załogi oraz przednie koło podwozia. Fotele pilotów były regulowane oraz opancerzone, załoga dysponowała doskonałą widocznością. Nad stanowiskami pilotów znajdował się właz awaryjny umożliwiający szybkie opuszczenie maszyny. W drugiej sekcji znajdowała się komora bombowa oraz węzły mocowania skrzydeł. W trzeciej części znajdowała się tylna kabina załogi, część czwartą stanowił stożek, do którego były zamontowane stateczniki. Wejście poprzez dwoje drzwi umieszczonych w lewej burcie kadłuba, przed i za skrzydłem. W kadłubie znajdowała się dodatkowo kuchenka i cztery koje dla załogi. Przejście pomiędzy poszczególnymi częściami kadłuba umożliwiał łączący je tunel.
Skrzydła o konstrukcji trójdźwigarowej (dźwigar główny i dwa dźwigary pomocnicze), podzielone na osiem segmentów. Dwa segmenty zewnętrzne były wyposażone w dwuczęściowe lotki, w pozostałych były zamontowane trzysekcyjne klapy. W segmentach wewnętrznych znajdowały się gondole silników i komora podwozia. Przestrzeń między dźwigarami była wykorzystana na zamontowanie zbiorników paliwa – w częściach zewnętrznych znajdowały się cztery zbiorniki o pojemności 8000 litrów, a w częściach wewnętrznych 14 zbiorników samouszczelniających o pojemności 10 400 l. Dodatkowo samolot mógł przenosić sześć zbiorników dodatkowych o pojemności 13 000 l.
Podwozie trójpunktowe ze sterowanym kołem przednim. Koła główne miały wymiary 1550 × 575 mm i chowały się w skrzydło w kierunku do kadłuba, koło przednie miało wymiary 935 × 345 mm i chowało się do kadłuba w kierunku do tyłu z jednoczesnym obrotem o 90°. Koła główne mogły być zdwojone, jedno z pary było zrzucone po starcie, przed schowaniem do kadłuba. Na końcu kadłuba umieszczono zderzak chroniący jego dolną część przed uderzeniem o podłoże przy lądowaniu.
Usterzenie składało się ze statecznika na końcach którego były umieszczone dwa stateczniki pionowe. Stery były wyposażone w trymery.
Napęd w prototypie V1 stanowiły cztery silniki rzędowe Junkers Jumo-211J, które rozwijały moc startową 1038 kW (1410 KM) oraz moc przelotową 780 kW (1060 KM). Silniki miały czołowe chłodnice płynu chłodzącego, które upodobniały je wizualnie do silników gwiazdowych. Napędzały trzyłopatowe śmigła drewniane o przestawnym skoku. W prototypach V2 i V3 zastosowano chłodzone powietrzem silniki w układzie podwójnej gwiazdy BMW 801D. Dodatkowo samolot mógł być wyposażony w pomocnicze silniki startowe o łącznym ciągu 39,24 kN i czasie pracy wynoszącym kilkanaście sekund. Te silniki, po wyczerpaniu paliwa, były odrzucane.

## Malowanie
Prototyp V1 miał powierzchnie górne skrzydeł i kadłub pomalowany w kolorze Grau LM 02 (szarozielonym), powierzchnie dolne skrzydeł w kolorze Hellblau RLM 78 (błękitne), kołpaki śmigieł były malowane w kolorze Schwarzgrun RLM 70 (czarno-zielonym). Znaki przynależności państwowej w postaci czarnego krzyża (Balkenkreuz) były malowane na dolnych i górnych powierzchniach skrzydeł i po obu stronach kadłuba. Na zewnętrznych powierzchniach stateczników pionowych były malowane swastyki z białą obwódką. Czarne znaki taktyczne RE + EN były naniesione po obu stronach kadłuba i na dolnej powierzchni skrzydeł (RE na lewym płacie, EN na prawym).